# Fußball-Verbandsliga Westfalen 1968/69
Die Saison 1968/69 war die 13. Spielzeit der drittklassigen Verbandsliga Westfalen. Westfalenmeister wurde die DJK Gütersloh, die ebenso wie die SpVgg Erkenschwick und die SG Wattenscheid 09 in der folgenden Aufstiegsrunde den Sprung in die Regionalliga schaffte. Aus der Gruppe 1 stiegen der Erler SV 08, die SpVg Marl und der SV Porta Neesen; aus der Gruppe 2 die SG Castrop-Rauxel, der TuS Eving-Lindenhorst und der RSV Höh ab. Aus der Regionalliga West stieg Eintracht Gelsenkirchen in die Verbandsliga ab. Aus den Landesligen stiegen die Amateure von Borussia Dortmund, der TuS Hattingen, Arminia Marten, der RSV Meinerzhagen, Minden 05 und die Spvg Steinhagen auf.

## Legende
| (A) | Absteiger aus der Regionalliga in der Vorsaison          |
| (N) | Aufsteiger aus der Landesliga Westfalen in der Vorsaison |

## Tabellen

### Gruppe 1
| Pl.               | Verein                 | Sp. | S  | U  | N  | Tore    | Diff. | Punkte |
| ----------------- | ---------------------- | --- | -- | -- | -- | ------- | ----- | ------ |
| 1.                | DJK Gütersloh (N)      | 30  | 22 | 4  | 4  | 055:150 | +40   | 48:12  |
| 2.                | SpVgg Erkenschwick     | 30  | 18 | 8  | 4  | 061:260 | +35   | 44:16  |
| 3.                | Hammer SpVg            | 30  | 16 | 8  | 6  | 055:300 | +25   | 40:20  |
| 4.                | SVA Gütersloh          | 30  | 15 | 7  | 8  | 051:380 | +13   | 37:23  |
| 5.                | SpVgg Herten           | 30  | 13 | 8  | 9  | 051:400 | +11   | 34:26  |
| 6.                | VfB 03 Bielefeld       | 30  | 13 | 7  | 10 | 045:260 | +19   | 33:27  |
| 7.                | Eintracht Ahaus (N)    | 30  | 12 | 7  | 11 | 032:330 | −1    | 31:29  |
| 8.                | BV Selm                | 30  | 10 | 9  | 11 | 031:400 | −9    | 29:31  |
| 9.                | SuS Lage               | 30  | 10 | 8  | 12 | 041:540 | −13   | 28:32  |
| 10.               | Herringer SV           | 30  | 9  | 9  | 12 | 040:430 | −3    | 27:33  |
| 11.               | SV Brackwede (N)       | 30  | 8  | 10 | 12 | 033:450 | −12   | 26:34  |
| 12.               | TuS Ahlen              | 30  | 8  | 8  | 14 | 030:470 | −17   | 24:36  |
| 13.               | Blau-Weiß Langenbochum | 30  | 7  | 10 | 13 | 033:530 | −20   | 24:36  |
| 14.               | SV Porta Neesen        | 30  | 7  | 8  | 15 | 030:530 | −23   | 22:38  |
| 15.               | Erler SV 08            | 30  | 6  | 9  | 15 | 035:520 | −17   | 21:39  |
| 16.               | SpVg Marl              | 30  | 3  | 6  | 21 | 029:600 | −31   | 12:48  |
| Stand: Saisonende |                        |     |    |    |    |         |       |        |

### Gruppe 2
| Pl.               | Verein                | Sp. | S  | U  | N  | Tore    | Diff. | Punkte |
| ----------------- | --------------------- | --- | -- | -- | -- | ------- | ----- | ------ |
| 1.                | SG Wattenscheid 09    | 30  | 23 | 4  | 3  | 079:270 | +52   | 50:10  |
| 2.                | SSV Hagen             | 30  | 20 | 7  | 3  | 067:240 | +43   | 47:13  |
| 3.                | STV Horst-Emscher     | 30  | 21 | 5  | 4  | 057:310 | +26   | 47:13  |
| 4.                | VfL Klafeld-Geisweid  | 30  | 15 | 7  | 8  | 051:290 | +22   | 37:23  |
| 5.                | Preußen Hochlarmark   | 30  | 10 | 10 | 10 | 041:490 | −8    | 30:30  |
| 6.                | Westfalia Herne (A)   | 30  | 9  | 10 | 11 | 039:430 | −4    | 28:32  |
| 7.                | VfL Witten (N)        | 30  | 8  | 12 | 10 | 031:390 | −8    | 28:32  |
| 8.                | VfL Schwerte          | 30  | 8  | 11 | 11 | 044:460 | −2    | 27:33  |
| 9.                | Hombrucher FV 09      | 30  | 9  | 9  | 12 | 046:490 | −3    | 27:33  |
| 10.               | TuS Iserlohn (N)      | 30  | 10 | 7  | 13 | 036:410 | −5    | 27:33  |
| 11.               | SC Gelsenkirchen 07   | 30  | 7  | 12 | 11 | 038:500 | −12   | 26:34  |
| 12.               | VfL Hörde             | 30  | 9  | 7  | 14 | 045:520 | −7    | 25:35  |
| 13.               | TB Eickel             | 30  | 9  | 6  | 15 | 042:470 | −5    | 24:36  |
| 14.               | RSV Höh               | 30  | 6  | 11 | 13 | 030:480 | −18   | 23:37  |
| 15.               | SG Castrop-Rauxel     | 30  | 5  | 8  | 17 | 034:590 | −25   | 18:42  |
| 16.               | TuS Eving-Lindenhorst | 30  | 6  | 4  | 20 | 029:750 | −46   | 16:44  |
| Stand: Saisonende |                       |     |    |    |    |         |       |        |

#### Entscheidungsspiele um die Vizemeisterschaft
Die punktgleichen Mannschaften des STV Horst-Emscher und des SSV Hagen sollten in Hin- und Rückspiel den Vizemeister der Staffel 2 ermitteln. Beide Mannschaften waren nach den zwei Partien punkt- und torgleich. Horst-Emscher gewann schließlich durch Münzwurf und erreichte das Qualifikationsspiel zur Deutschen Amateurmeisterschaft.
|                   | Gesamt    |           | Hinspiel | Rückspiel |
| ----------------- | --------- | --------- | -------- | --------- |
| STV Horst-Emscher | (M)3:3(M) | SSV Hagen | 1:1      | 2:2 n. V. |

## Westfalenmeisterschaft
Die beiden Gruppensieger ermittelten in einem Entscheidungsspiel den Westfalenmeister. Am 24. Mai 1969 setzte sich die DJK Gütersloh vor 1.800 Zuschauern im neutralen Hamm mit 3:1 gegen die SG Wattenscheid 09 durch. Beide Mannschaften qualifizierten sich für die Aufstiegsrunde zur Regionalliga West.
|                                     | Ergebnis  |                                          |
| ----------------------------------- | --------- | ---------------------------------------- |
| DJK Gütersloh Meister der Staffel 1 | 3:1 (1:1) | SG Wattenscheid 09 Meister der Staffel 2 |

## Qualifikation für die Deutsche Amateurmeisterschaft
Die Vizemeister der beiden Gruppen ermittelten in einem Spiel den westfälischen Teilnehmer an der deutschen Amateurmeisterschaft. Am 26. Mai 1969 setzte sich die SpVgg Erkenschwick vor 5.500 Zuschauern im neutralen Castrop-Rauxel mit 2:1 Toren durch und erreichte bei der deutschen Amateurmeisterschaft das Endspiel.
|                                              | Ergebnis  |                                             |
| -------------------------------------------- | --------- | ------------------------------------------- |
| SpVgg Erkenschwick Vizemeister der Staffel 1 | 2:1 (1:1) | STV Horst-Emscher Vizemeister der Staffel 2 |

Nachdem die beiden erstplatzierten Mannschaften der Regionalliga West Rot-Weiß Oberhausen und Rot-Weiss Essen den Aufstieg in die Bundesliga geschafft haben, konnten alle vier Mannschaften, die die Aufstiegsrunde zur Regionalliga gespielt haben, in die Regionalliga aufsteigen. Der Letzte der Aufstiegsrunde Borussia Brand verzichtete ebenso wie der Vizemeister der Verbandsliga Niederrhein Bayer 05 Uerdingen. Daraufhin wurde ein Entscheidungsspiel zwischen der SpVgg Erkenschwick und dem SSV Hagen angesetzt. Am 20. Juli 1969 besiegten die Erkenschwicker im Dortmunder Stadion Rote Erde vor über 20.000 Zuschauern Hagen mit 2:1 nach Verlängerung und zog ebenfalls in die Regionalliga ein.
|                    | Ergebnis             |           |
| ------------------ | -------------------- | --------- |
| SpVgg Erkenschwick | 2:1 n. V. (1:1, 1:0) | SSV Hagen |

## Relegation zur Verbandsliga
In der Relegation zur Verbandsliga spielten die beiden Drittletzten der Verbandsligen RSV Höh und SV Porta Neesen und die Vizemeister der fünf Landesligastaffeln 1. FC Gladbeck, Arminia Marten, Teutonia Lippstadt, Sportfreunde Siegen und die Spvg Steinhagen. Gespielt wurde im K.-o.-System auf neutralen Plätzen.

### 1. Runde
Gespielt wurde am 15. Juni 1969. Der RSV Höh hatte ein Freilos.
|                                                         | Ergebnis  |                                                        | Spielort                   |
| ------------------------------------------------------- | --------- | ------------------------------------------------------ | -------------------------- |
| SV Porta Neesen 14. der Verbandsligastaffel 1           | 0:1 (0:0) | Arminia Marten Vizemeister der Landesligastaffel 3     | Niederense                 |
| Sportfreunde Siegen Vizemeister der Landesligastaffel 2 | 2:0 (1:0) | 1. FC Gladbeck Vizemeister der Landesligastaffel 4     | Lüdenscheid, 845 Zuschauer |
| Spvg Steinhagen Vizemeister der Landesligastaffel 1     | 1:0 (1:0) | Teutonia Lippstadt Vizemeister der Landesligastaffel 5 | Beckum, 703 Zuschauer      |

### 2. Runde
Gespielt wurde am 22. Juni 1969. Da Rot-Weiss Essen zwischenzeitlich den Aufstieg in die Bundesliga schaffte war klar, dass die Sieger der 2. Runde für die Verbandsliga qualifiziert waren. Durch ihre Siegen schafften Marten und Steinhagen den Aufstieg in die Verbandsliga.
|                 | Ergebnis  |                                       | Spielort                           |
| --------------- | --------- | ------------------------------------- | ---------------------------------- |
| Arminia Marten  | 2:1 (1:0) | RSV Höh 14. der Verbandsligastaffel 2 | Gevelsberg, 2.000 Zuschauer        |
| Spvg Steinhagen | 1:0 (1:0) | Sportfreunde Siegen                   | Dortmund-Hombruch, 1.000 Zuschauer |

### 3. Runde
Nachdem auch Rot-Weiß Oberhausen den Aufstieg in die Bundesliga geschafft hatte spielten die Verlierer der 2. Runde um den letzten noch offenen Platz in der Verbandsliga. Gespielt wurde am 29. Juni 1969, das Wiederholungsspiel fand am 2. Juli 1969 statt.
|         | Ergebnis             |                     | Spielort              |
| ------- | -------------------- | ------------------- | --------------------- |
| RSV Höh | 1:1 n. V. (1:1, 0:1) | Sportfreunde Siegen | Olpe, 3.500 Zuschauer |
| RSV Höh | 1:7 (1:4)            | Sportfreunde Siegen | Olpe                  |